# Endocanibalismo
El endocanibalismo es una práctica de antropofagia dentro de la propia localidad o comunidad. En la mayoría de los casos, se refiere al consumo de los restos del difunto en un contexto mortuorio.

## Polémica sobre el endocanibalismo prehistórico
Sigue siendo controvertido si el endocanibalismo fue o no habitual durante gran parte de la prehistoria humana.
Un equipo dirigido por Michael Alpers, investigador del kuru, descubrió que los genes que protegen contra enfermedades priónicas similares estaban muy extendidos, lo que sugiere que este endocanibalismo podría haber sido común en el pasado en todo el mundo.
Un estudio genético publicado por el Colegio Universitario de Londres en 2009 declaró la existencia de pruebas de un "poderoso episodio" de selección natural en humanos recientes. Esta evidencia se encuentra en el polimorfismo 127V, una mutación que protege contra el kuru. En términos más sencillos, parece que esta enfermedad ha afectado a todos los humanos en la medida en que tenemos una respuesta inmunitaria especializada frente a ella. Sin embargo, un estudio elaborado a partir de cientos de recursos en 2013 afirma además que el 127V deriva de una antigua y extendida práctica caníbal, no relacionada específicamente con el kuru, sino con "epidemias similares al kuru" que aparecieron en torno a la época de la extinción de los neandertales que coexistieron con los humanos. Esto permite sugerir que las prácticas caníbales pueden haber causado enfermedades que mataron a los neandertales, pero no a los humanos debido al gen de resistencia 127V.
Se sugiere que los cromañones asociados a la cultura magdaleniense en el Paleolítico Superior Tardío europeo (hace aproximadamente 23.000-14.000 años) practicaban el endocanibalismo funerario.

## Práctica cultural
Heródoto mencionó el canibalismo funerario entre los callacios, una tribu de la India.
Se cree que algunas culturas indígenas sudamericanas, como el pueblo mayoruna, practicaban el endocanibalismo en el pasado. Los indios amahuaca de Perú recogían las partículas de hueso de las cenizas de un fuego crematorio, las molían con maíz y las bebían como si fueran gachas. Para los wari' del oeste de Brasil, el endocanibalismo era un acto de compasión en el que se consumían los restos asados de compañeros wari' en un entorno mortuorio; lo ideal era que los afines (parientes por matrimonio) consumieran todo el cadáver, y rechazar esta práctica era considerado ofensivo para los familiares directos. Los yanomami consumían los huesos triturados y las cenizas de los parientes incinerados en un acto de duelo, esta práctica que se ha clasificado como endocanibalismo, aunque, estrictamente no se comía "carne". En general, no se cree que estas prácticas estuvieran motivadas por la necesidad de proteínas u otros alimentos.

## Implicaciones médicas
El kuru es un tipo de Encefalopatía Espongiforme Transmisible causada por priones que se encuentran en los seres humanos. Las enfermedades priónicas humanas se presentan en formas esporádicas, genéticas e infecciosas. El kuru fue la primera enfermedad priónica humana infecciosa descubierta. Se propagó entre el pueblo Fore de Papúa Nueva Guinea, donde los parientes consumían los cuerpos de los difuntos para devolver la "fuerza vital" del fallecido a la aldea. El kuru era entre 8 y 9 veces más frecuente en mujeres y niños que en hombres en su punto álgido porque, mientras los hombres de la aldea consumían tejidos musculares, las mujeres y los niños se comían el resto del cuerpo, incluido el cerebro, donde se concentraban especialmente las partículas priónicas. Las investigaciones históricas sugieren que la epidemia de kuru pudo originarse en torno a 1900 a partir de un único individuo que vivía en el límite del territorio de Fore, y que se cree que desarrolló espontáneamente alguna forma de la enfermedad de Creutzfeldt-Jakob, una enfermedad priónica relacionada. La historia hablada cuenta que el canibalismo comenzó entre los Fore a finales del siglo XIX. Una investigación del Colegio Universitario de Londres identificó un gen que protege a los individuos contra las enfermedades priónicas mediante el estudio de los Fore.
Actualmente no existe ningún tratamiento para curar o incluso para controlar el kuru, pero hay programas como los del Instituto Nacional de Trastornos Neurológicos y Accidentes Cerebrovasculares.

## Lista de culturas conocidas por el endocanibalismo
- América del Sur:
  - Pueblo amahuaca[19]
  - Mayoruna[20]
  - Pueblo wari'[21]
  - Yanomami[20]

- Asia:
  - Callatiae[20]
  - Aghori[22]

- África:
  - Pueblo Jukun

- Oceanía:
  - Pueblo Fore[20]